# Jorge Castañeda Gutman
Jorge Castañeda Gutman (Ciudad de México, 24 de mayo de 1953) es un político y comentarista mexicano que ocupó el cargo de Secretario de Relaciones Exteriores de 2000 a 2003, hijo del también diplomático mexicano Jorge Castañeda y Álvarez de la Rosa.

## Actividad académica
Hijo de Jorge Castañeda y Álvarez de la Rosa —diplomático e historiador que también ocupó el cargo de secretario de Relaciones Exteriores—. Cursó la escolaridad en el Liceo Franco Mexicano. Estudió la licenciatura en Economía en la Universidad de Princeton y el doctorado en Historia Económica en la Universidad de París (Panteón - La Sorbona). Tras finalizar sus estudios fue profesor visitante en varias universidades, entre ellas: el Centro de Investigación y Docencia Económicas, CIDE, la Universidad Nacional Autónoma de México, la Universidad de Princeton, la Universidad de Nueva York y la Universidad de California, Berkeley. Es autor de más de una docena de libros y editorialista frecuente en los diarios Milenio (México), El País (España), Los Angeles Times y en la revista Newsweek (EE. UU.). Estuvo casado con la chilena Miriam Morales y tiene un hijo, Jorge Andrés.

## Carrera política
Castañeda inició su carrera política como militante del Partido Comunista Mexicano. El Universal publicó, basándose presuntamente en documentos de la hoy disuelta Dirección Federal de Seguridad (DFS), que había sido un agente del régimen cubano entre 1979 y 1985, fecha en la que habría roto con ellos. Castañeda desmintió tales alegaciones.
Castañeda fue asesor del izquierdista Cuauhtémoc Cárdenas durante su campaña presidencial en 1988, y en 2000 asesoró la candidatura del derechista Vicente Fox Quesada, quién después de triunfar en los comicios lo nombró Secretario de Relaciones Exteriores. Se declara políticamente de izquierda. Sin embargo, otros sostienen que se ubica "en la vereda ideológica y política conservadora". El supuesto giro de Castañeda hacia la derecha, alegan algunos, estaría marcado por la publicación de La Utopía Desarmada, obra rechazada por la izquierda latinoamericana y el régimen cubano, por las duras críticas y revelaciones de Castañeda. La obra Vida en Rojo, una biografía del Che Guevara, indignó a los sectores comunistas por su visión sobre el Che Guevara, símbolo de la izquierda. Además, en su columna "Los 68 del 68", escrita en agosto de 2006 para el diario Reforma, asegura que el número de víctimas de la masacre de Tlatelolco habría sido "exagerado" y que apenas 68 estudiantes fueron asesinados.
Intentó ser candidato independiente a la presidencia en 2006, para lo cual promovió una controversia judicial que no se lo permitió, intentó nuevamente promover una candidatura independiente en 2016, con miras a 2018, que tampoco fructificó.

## Secretario de Relaciones Exteriores
En este cargo se mantuvo del 1 de diciembre de 2000 al mes de enero de 2003, fecha en la que decidió renunciar en vísperas de la guerra de Irak que lo colocaba en una situación incómoda (apoyar la guerra a costa de perder popularidad interna u oponerse a ella y confrontarse así con el gobierno de Estados Unidos). 
Durante su gestión México participó en el Consejo de Seguridad de Naciones Unidas, organizó la Cumbre de las Naciones Unidas para el Financiamiento al Desarrollo, la V Conferencia Ministerial de la Organización Mundial del Comercio y consiguió las sedes de la cumbre de la APEC y la Cumbre Extraordinaria de las Américas. Además, por primera vez en la historia de las relaciones bilaterales, México votó contra Cuba en la Comisión de Derechos Humanos de la OEA, lo que generó una tensión entre los gobiernos de ambos países.

## Las elecciones de 2006
Tras renunciar a su cargo de Secretario recorrió el país como conferencista. El 25 de marzo de 2004 anunció su candidatura presidencial con miras a las elecciones federales de julio de 2006. Cuatro días después entabló un juicio de amparo para poder contender a la presidencia sin ser nominado por un partido político, pero un juez de distrito desechó sus argumentos. Tras analizar el fallo, Jorge realizó el recurso de revisión fundamentado en la Ley de Amparo ante un Tribunal Colegiado de Circuito en Materia Administrativa, pero dicho Tribunal hizo partícipe a la Suprema Corte de Justicia de la Nación para atraer el caso el 7 de abril de 2005. Sin embargo, el pleno de la Suprema Corte confirmó la sentencia, basado en que dicho recurso no es procedente en el caso de leyes electorales. 
Inconforme, denunció su caso ante la Comisión Interamericana de Derechos Humanos, alegando que el Estado mexicano lo había arrinconado en la indefensión, y acusó al gobierno de Fox de hacer gestiones para evitar su candidatura a fin de no restar votos al candidato del PAN Felipe Calderón Hinojosa. La CNDH decidió, en mayo de 2007, darle seguimiento a su caso. El 2 de septiembre de 2008 la Corte Interamericana de Derechos Humanos hizo público un fallo en el que decidió, por unanimidad: "1. Desestimar las excepciones preliminares interpuestas por el Estado, 2. El Estado violó, en perjuicio del señor Jorge Castañeda Gutman, el derecho a la protección judicial consagrado en el artículo 25 de la Convención Americana, en relación con los artículos 1.1 y 2 de la misma.
3. El Estado no violó, en perjuicio del señor Jorge Castañeda Gutman, el derecho político a ser elegido, reconocido en el artículo 23.1.b de la Convención Americana sobre Derechos Humanos, en relación con los artículos 1.1 y 2 de la misma. 4.El Estado no violó, en perjuicio del señor Jorge Castañeda Gutman, el derecho a la igualdad ante la ley, reconocido en el artículo 24 de la Convención Americana sobre Derechos Humanos, en relación con el artículo 1.1 de la misma". El gobierno mexicano consideró que el fallo le era favorable, mientras que Castañeda lo interpretó como que el vencedor era él. 
Castañeda llamó a ganarle al candidato de izquierda a la presidencia Andrés Manuel López Obrador "a la buena, a la mala y de todas las maneras posibles".  En un artículo en Reforma del 12 de abril de 2006 invitó abiertamente a las televisoras mexicanas a contribuir a la "estrategia del miedo" para perjudicar a este último. Ante la imposibilidad de competir por la Presidencia de la República, Castañeda inició acercamientos con el PAN para ser candidato a la Jefatura de Gobierno del Distrito Federal, pero la nominación le fue ganada por el también político independiente Demetrio Sodi de la Tijera.
A finales de noviembre de 2007 salió a la luz La diferencia, libro de Castañeda y Rubén Aguilar Valenzuela, exvocero de Fox, en el que se narran desde la perspectiva de los autores una serie de acontecimientos del sexenio, incluyendo entrevistas al propio expresidente, así como alegaciones y señalamientos de diversos personajes de la política.
También en noviembre, pero de 2014, Jorge Castañeda publicó su autobiografía, titulada Amarres Perros, en la que narra la historia del último medio siglo en México, en América Latina y en la región de Centroamérica, así como la relación sostenida con Estados Unidos; todo desde la perspectiva de su propia vida. En el libro, Castañeda describe a muchos de los personajes de la vida nacional e internacional con los que tuvo relación a lo largo de su trayectoria pública.

## Controversias
Jorge Castañeda formó parte del comité de asesores de Stanford Financial Group, firma norteamericana acusada de defraudación de miles de inversionistas, cientos de ellos en América Latina e incluyéndose México. Allan Stanford, dueño de la empresa, fue acusado por la justicia en Estados Unidos de fraude y evasión por nueve mil millones de dólares mediante la venta de certificados de depósito. La firma utilizaba nombres de distintos asesores “de prestigio” para “abrirse puertas” en varios países, tal se presume fue el caso de Castañeda. El diario The Sunday Times relacionó el escándalo de fraude con operaciones de lavado del Cártel del Golfo con ese grupo financiero.
Durante el conflicto diplomático con Cuba, provocado por la desafortunada declaración de Vicente Fox hacia Fidel Castro con el “Comes y te vas”, Castañeda fue señalado como el principal saboteador de las relaciones con Cuba, y quien orquestó los diferendos de Fox que dañaron la política exterior mexicana, en particular Castañeda fue señalado por funcionarios diplomáticos de querer trasladar su ruptura personal con Cuba a nivel de las relaciones entre México y Cuba. Ricardo Pascoe dijo que Castañeda quiso impulsar una estrategia fallida y sin sentido de erosionar las relaciones diplomáticas entre México y Cuba, para buscar que Estados Unidos respaldara sus aspiraciones presidenciales. Después Castañeda diría que el gobierno de Cuba estaba “sentido, ardido y molesto”, rompiendo con décadas de respeto a la doctrina mexicana de no intervención en asuntos internos de otros Estados.
Ante la inminente invasión de Estados Unidos a Afganistán en 2001, el entonces canciller dijo que México no debía regatear su apoyo al país vecino del norte, y le debía ser “incondicional”, comentarios que generaron polémica en México.
Fue parte de la comitiva presidencial mexicana que viajó a China, y se le recuerda por ser quien invitó a los asistentes a “jugar” entre las estatuas del Museo de Terracota, lo que estuvo a punto de desatar un nuevo conflicto diplomático, ahora con China.
Castañeda diría que estos roces diplomáticos no eran la razón de su renuncia y según su equipo antes de presentar a Fox su renuncia al gabinete dijo: “Me da güeva seguir en la cancillería”.
Durante su gestión se le atribuyo el fracaso del gobierno de Fox de lograr un acuerdo migratorio con Estados Unidos, y mantuvo también algunos roces con la prensa mexicana, a la que varias veces calificó de “ignorante”.
Causaron polémica sus declaraciones controversiales, en intento de defensa de Rosario Robles, procesada por varios delitos de corrupción, cuando afirmó que: “La costumbre es robar, está bien, se vale”. En redes sociales, sus comentarios fueron relacionados con los beneficios contractuales que ha recibido Castañeda de anteriores gobiernos panistas y priistas.
En junio de 2020, durante un programa de opinión de Televisa, Jorge Castañeda se refirió al municipio de Putla, en el estado de Oaxaca, como “pueblo horroroso” y “arrabalero”, expresiones que fueron calificadas como “discriminatorias, ofensivas y displicentes” por la Comisión Nacional de Derechos Humanos en un exhorto público. El Congreso del Estado de Oaxaca resolvió considerar a Jorge Castañeda como “persona non grata” por estas expresiones, además los diputados oaxaqueños solicitaron la intervención de la Conapred para sancionar los ataques que consideraron racistas por parte de Castañeda.

## Publicaciones
- Nicaragua: contradicciones en la Revolución (1980)
- Los últimos capitalismos. El capital financiero: México y los "nuevos países industrializados" (1982)
- México: el futuro en juego (1987)
- Límites de la amistad: Estados Unidos y México (1989)
- La casa por la ventana (1993)
- Sorpresas te da la vida - México 1994. Editorial Aguilar (1995)
- El shock mexicano (1995)
- La utopía desarmada (1995)
- The Estados Unidos Affair. Cinco ensayos sobre un "amor" oblicuo (1996)
- La vida en rojo, una biografía del Che Guevara (1997)
- La herencia. Arqueología de la sucesión presidencial en México (1999)
- Somos muchos: ideas para el mañana (2004)
- La diferencia, radiografía de un sexenio (escrito con Rubén Aguilar) (2007)
- Ex Mex: From Migrants to Immigrants (2008)
- Mañana o pasado. El misterio de los mexicanos (2011)
- Amarres perros. Una autobiografía (2014)
- Sólo así: Por una agenda ciudadana independiente (2016)